# 穆翁省
穆翁省（法語：Mouhoun）是布基納法索布克萊迪穆翁大區中部的一個省，面積6,668平方公里。2006年人口298,088人。首府代杜古。
本區下轄六縣。
12°27′N 3°28′W / 12.45°N 3.47°W